# Sofia Parkner
Sofia Parkner, född 22 april 2001, är en svensk fotbollsspelare som spelar för KIF Örebro. Hon har tidigare spelat för bland annat AIK.

## Karriär
Sofia Parkner inledde sin seniorfotbollskarriär i Stockholmsklubben FC Djursholm 2017. Inför säsongen 2020 valde Svensson att byta klubb till IF Brommapojkarna där det blev två säsonger i Elitettan och totalt 24 matcher. Säsongen 2022 gick flyttlasset till Sollentuna FK där det blev totalt 19 matcher under säsongen och spel med bland andra Wilma Ljung Klingwall som var inlånad från AIK. 
Inför säsongen 2023 meddelade AIK att man värvat Parkner på ett tvåårskontrakt. I december 2024 skrev hon på ett tvåårskontrakt med Elitettan-klubben KIF Örebro.